# Amandinea insperata
Amandinea insperata är en lavart som först beskrevs av William Nylander och fick sitt nu gällande namn av Helmut Mayrhofer & Ropin 2000. 
Amandinea insperata ingår i släktet Amandinea och familjen Caliciaceae.   Inga underarter finns listade i Catalogue of Life.